# کمونیسم در ایران
نهضت کمونیستی ایران توسط کارگران مهاجر ایرانی شاغل در میدانهای نفتی باکو متولد شد. برخی از آنها بین ۱۹۰۵ تا ۱۹۰۷ فرقه اجتماعیون عامیون را تأسیس کردند. طی جنگ جهانی اول اعضای رادیکال‌تر حزب سازمانی مخفی با عنوان فرقه عدالت را شکل دادند که تلاشهایش وقف مبارزه علیه جنگ امپریالیستی بود. پس از سقوط تزار، عدالت به سازمانهای بلشویک قفقاز پیوست، کارگران و دیگر مهاجران ایرانی را جذب کرد تا در جنگ علیه روس‌های سفید به خدمت درآیند. برنامه آن شامل مبارزه با تزاریسم دشمن اصلی خلق ایران، و بسط نهضت انقلابی به ایران و انتقام گرفتن از غصب مشروطه توسط طبقه حاکم ایران بود.

## بین ۱۳۲۰ تا ۱۳۳۲
با اشغال ایران توسط روسیه و بریتانیا و خلع رضاشاه در ۲۵ شهریور ۱۳۲۰، فضای سیاسی به شدت بهبود یافت. زندانیان سیاسی شامل گروه مارکسیست-لنینیست تحت رهبری تقی ارانی بین دو جنگ جهانی عفو و آزاد شدند. در ۷ مهر ۱۳۲۰ شماری از پیروان ارانی با گروهی از سیاسیون در خانه سلیمان میرزا اسکندری یک شاهزاده مسن قاجار و پیشکسوتی از جنبش سوسیالیستی اولیه ایران برای تشکیل یک حزب معتدل سوسیالیست دیدار کردند. در انتهای جلسه تشکیل حزب توده ایران اعلام شد. حزب توده به عنوان نماینده ایران در کمینفرم شرکت کرد.

## بعد از سال ۱۳۳۲
بعد از کودتای ۳۲ کمونیسم ایران که قبلاً عمدتاً در حزب توده متبلور بود، از لحاظ سیاسی متکثر شد.